# Chatham
För andra betydelser, se Chatham (olika betydelser).
Chatham (engelskt uttal: [ˈtʃætəm]) är en stad i grevskapet Kent i sydöstra England. Staden är huvudort i enhetskommunen Medway och ligger i floden Medways dalgång. Tätorten (built-up area) hade 76 983 invånare vid folkräkningen år 2021.
Chatham växte fram runt ett militärt skeppsvarv från 1600-talet och framåt.

## Historia
Namnet Chatham finns först dokumenterat som Cetham 880, från det keltiska ceto, skog, och fornengelska ham, hem. I Domedagsboken (Domesday Book) år 1086 kallas platsen Ceteham.

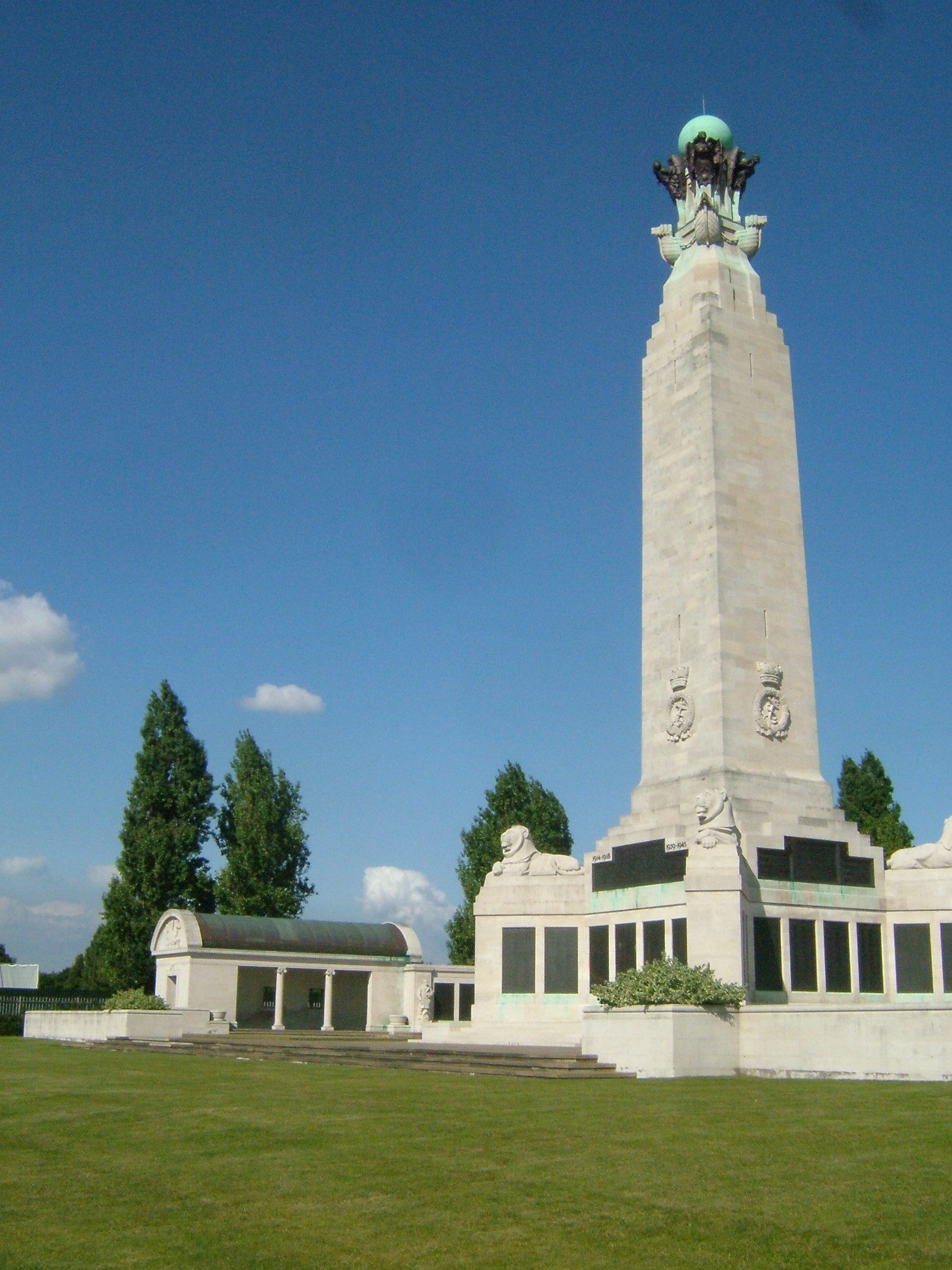
Chatham Naval Memorial är ett minnesmärke över de 18 500 brittiska flottister som dödades under världskrigen.

Chatham var en liten by fram till 1500-talet, då det på grund av sin närhet till kontinenten blev en hamn för krigsskepp. Med tiden utvecklades platsen också till ett skeppsvarv för örlogsflottan. Många hundra skepp byggdes där, bland annat HMS Victory. Efter första världskriget byggdes också ubåtar i Chatham. Förutom själva varvet byggdes fortifikationer för att skydda det, och kaserner för att bemanna fortifikationerna. Varvets betydelse minskade med tiden och 1984 stängdes det helt. Byggnaderna finns kvar som ett historiskt minnesmärke. En del av området är en småbåtshamn.

## Transport
Floden Medway var historiskt en förbindelse med de inre delarna av Kent. Pråmar kunde ta sig längs floden upp till Tonbridge. Idag används den för fritidsbåtar.
Chatham ligger längs väg A2 som följer en ursprungligen keltisk väg som stensattes av romarna och döptes till Watling Street av anglosaxarna. Genomfartstrafiken följer numera motorvägen M2 söder om staden.